# Cascades Abe Great
Les cascades Abe Great (en japonès, 安倍の大滝; Abe-no-Ōtaki) són unes cascades al nord d'Aoi-ku, Shizuoka (Japó), al curs superior del riu Abe. També es coneixen amb el nom de cascades Suruga Great (浄蓮の滝; Suruga-no-Ōtaki) o cascades Otome (浄蓮の滝, Otome-no-Ōtaki). Estan situades a prop de l'àrea turística de l'onsen d'Umegashima.
Les cascades Abe Great són unes de les 100 millors cascades del Japó, un llistat publicat pel Ministeri de Medi Ambient japonès el 1990.